# وست‌دویچر روندفونک
وست‌دویچر روندفونک کلن (WDR ; Westdeutscher Rundfunk Köln) یک موسسه پخش عمومی آلمان است که در ایالت فدرال نوردراین-وستفالن مستقر است و دفتر اصلی آن در شهر کلن است. و د ار همچنین یکی از اعضای تشکیل دهنده کنسرسیوم موسسات پخش عمومی آلمان یا به‌طور اختصار ARD است. و د ار علاوه بر مشارکت در پخش شبکه اول تلویزیونی ملی داس ارسته، سرویس تلویزیونی منطقه ای WDR Fernsehen (با نام سابق WDF و West3) و شش شبکه رادیویی منطقه ای را اداره می‌کند.

## تاریخ

### منشأ
سرویس پخش غرب آلمان اولین بار با نام Westdeutsche Funkstunde AG (WEFAG) در ۱۵ سپتامبر ۱۹۲۴ تأسیس شد.
پس از به قدرت رسیدن حزب نازی در سال ۱۹۳۳ این مؤسسه پخش همگانی از کارمندان چپ‌گرا پاکسازی شد.

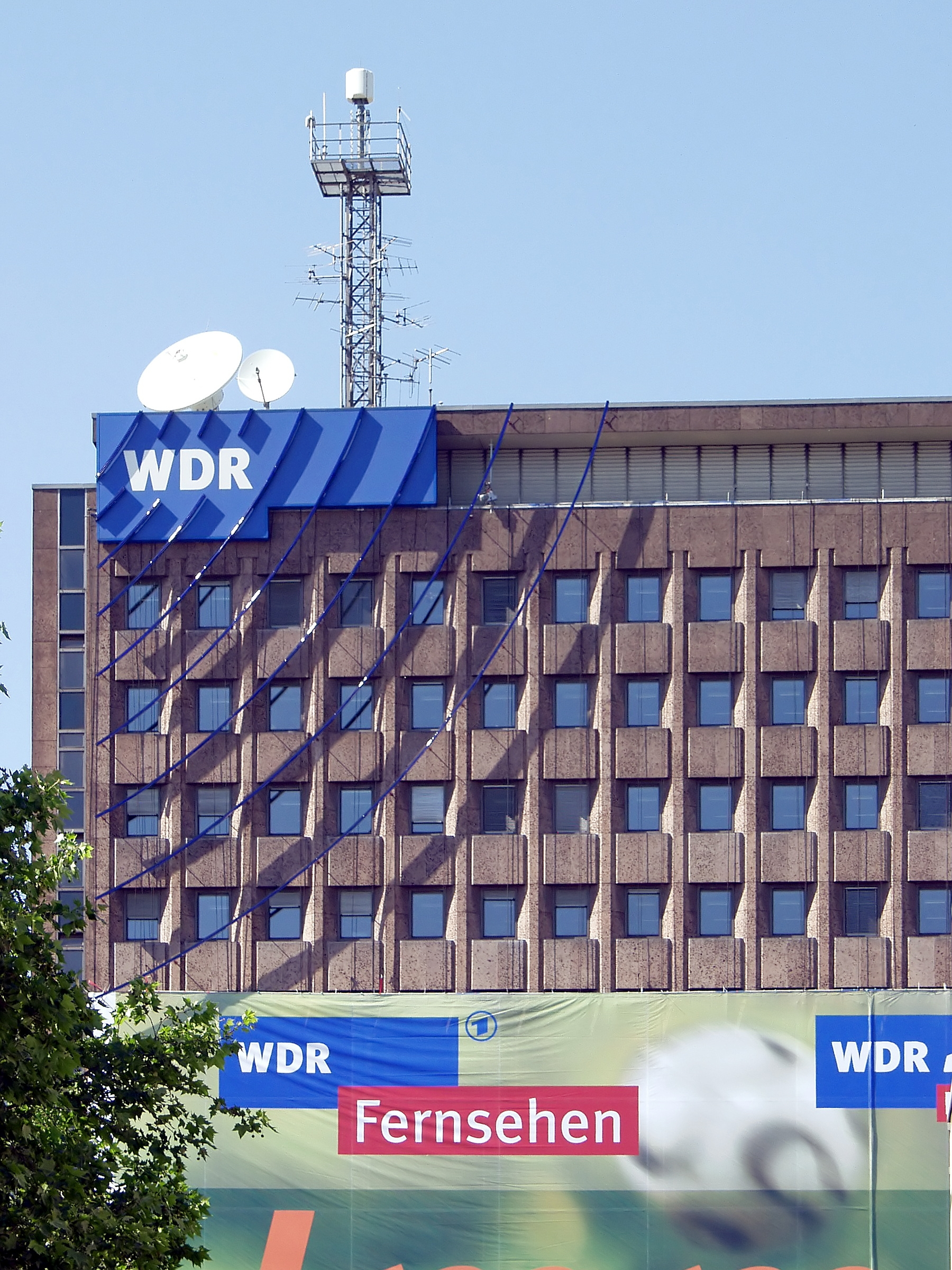
یکی از ساختمانهای WDR در کلن

WDR در سال ۱۹۵۵ هنگامی ایجاد شد که سرویس پخش نوردوست دویچر روندفونک یا پخش شمال‌غربی آلمان (NWDR) منحل شد و از آن سرویس‌های نورددویچر روندفونک یا پخش شمال آلمان (NDR) – برای نیدرزاکسن، اشلسویگ-هولشتاین و هامبورگ – و وست دویچر روندفونک یا پخش غرب آلمان (WDR) – برای ایالت نوردراین-وستفالن – تشکیل شدند. پخش غرب آلمان در دو شبکه رادیویی (یکی که به‌طور مشترک با NDR برنامه پخش می‌کردپ) در ۱ ژانویه ۱۹۵۶ آغاز شد. WDR شبکه اصلی تلویزیونی در غرب آلمان است.

## تاریخچه لوگو

اولین لوگوی اصلی WDR از سال ۱۹۵۶ تا ۱۹۷۰ استفاده شد.
لوگوی دوم و سابق WDR از ۱۹۷۰ تا ۱۹۹۴ استفاده می‌شد.
سومین و آخرین لوگوی WDR از سال ۱۹۹۴ تا ۲۰۱۲ استفاده شد.
لوگوی چهارم و فعلی WDR از سال ۲۰۱۲.

## یادداشت
1. ↑  "Potschka, Christian and Golding, Peter (2012) The structural developments of regional broadcasting in Britain and Germany. Media History 18(3-4): 443-458" (PDF). Retrieved 2014-12-02.